# Mademoiselle Ange
Pour plus de détails, voir Fiche technique et Distribution.
Mademoiselle Ange (Ein Engel auf Erden) est un film franco-allemand de Géza von Radványi sorti en 1959.

## Synopsis
Un ange, déguisé en hôtesse de l'air, empêche le suicide d'un homme, qui veut passer à l'acte par désespoir amoureux.

## Fiche technique
- Titre français : Mademoiselle Ange
- Titre original : Ein Engel auf Erden
- Réalisation : Géza von Radványi
- Scénario : Géza von Radványi et René Barjavel
- Adaptation et Dialogue : Géza von Radványi et René Barjavel
- Direction artistique : John Audaban
- Assistant réalisateur : Marischka, Olivier Gérard et Mike Mossotti
- Collaboration technique : René Le Hénaff
- Images : Roger Hubert
- Opérateur : Adolphe Charlet, assisté de Max Dulac et Bernard Surg
- Ballets espagnols : Sylvia Ivars
- Décors : Jean d'Eaubonne, assisté de Georges Petitot
- Montage : Michel Leroy, assisté de René Le Hénaff et Ira Oberberg
- Musique : Jean Wiener et Gerhard Becker
- Direction musicale : André Girard (éditions : Choudens)
- Électricien : René Touillaud
- Script-girl : Alice Ziller et Alma Belard
- Son : Julien Coutellier, assisté de Jacques Bissières et Jean-Claude Evanghelou
- Les robes de Romy Schneider sont de Jacques Heim
- Régisseur : Serge Komor, assisté de Marcel Mossoti
- Régisseur de plateau : Claude Reytinas
- Maquillage : René Daudin
- Ensemblier : Fernand Bernardi
- Photographe de plateau : Walter Limot
- Tournage : du 31 mars 1959 au 29 mai 1959, dans les studios de La Victorine (S.O.V.I.C) et sur l'aéroport de Nice Côte d'Azur
- L'avion ayant servi au tournage des scènes avec Romy Schneider, a été aimablement prêté par la Compagnie Air France
- Production : Régina S.A, Criterion S.A, CCC Film (Artur Brauner)
- Producteur délégué : Arys Nissotti
- Producteur exécutif : Harry Eller, Joe Juliano
- Directeur de production : Louis de Masure, Serge Komor, George Marischka et Adolf Rosen
- Enregistrement Westrex Organisation - Evanghelou et Fils
- Effets spéciaux : LAX
- Tirage dans les laboratoires Franay de Saint-Cloud
- Pellicule 35mm, couleur
- Pays de production :  France,  Allemagne de l'Ouest
- Dates de sortie :
  - Allemagne de l'Ouest : 28 août 1959
  - France : 23 novembre 1960
- Genre : Comédie dramatique
- Visa d'exploitation : 22.053

## Distribution
- Romy Schneider : L'ange et Line, l'hôtesse de l'air
- Henri Vidal : Pierre Chaillot, le pilote automobile
- Michèle Mercier : Augusta de Munchenberg, la fiancée de Pierre
- Jean-Paul Belmondo : Michel Barrot, le mécanicien de Pierre
- Jean Brochard : Le père de Line
- Jean Tissier : Le présentateur du numéro du magicien au Riviera Club
- Paulette Dubost : La mère de Line
- Margarete Haagen : L'ange chef
- Erika von Thellmann : La tante d'Augusta
- Ernst Waldow : Corelli
- Mario Beunat : Le commentateur de la radio
- Jean Panisse : Le pompiste
- Gérard Darrieu : Le chef de l'aéroport
- Pierre Sergeol : Le commissaire
- Roland Rodier : Antonio, le ténor
- René Worms : Le valet de chambre de la tante
- Lucien Callamand : Un homme qui attend au mariage
- Robert Lerick : Le mage « Kho Hi Nou » au Riviera Club
- Jean-François Martial : Le chauffeur de l'ange chef
- Albert Dinan « sous réserves »
- Franz Otto Kruger : Le dentiste
- Yvonne Claudie : La bonne de la tante d'Augusta
- Andrée Florence : La femme du pompiste
- Anny Nelsen
- Clo d'Olban
- Gérard Damen
- Panisse Von Combal
- Jacqueline Huet « sous réserves »

## Autour du film
- L'un des derniers films d'Henri Vidal, décédé un an avant la sortie du film en France.
- L'un des premiers films de Jean-Paul Belmondo sorti en France en 1960, année de son accession à la célébrité avec À bout de souffle. C'est très exactement son sixième long-métrage et son dernier rôle secondaire (si l'on ne compte pas les films à sketches ou des films choraux comme Paris brûle-t-il ? ou Les Acteurs).